# بود ایوووسکیه
بود ایوووسکیه (به لهستانی:  Budy Iłowskie) یک روستا در لهستان است که در گمینا ایووو واقع شده‌است.